# Delosperma vernicolor
Delosperma vernicolor är en isörtsväxtart som beskrevs av L. Bol.. Delosperma vernicolor ingår i släktet Delosperma, och familjen isörtsväxter. Inga underarter finns listade i Catalogue of Life.